# 直轄市 (中華人民共和国)
中華人民共和国の直轄市（ちょっかつし、拼音: zhíxiáshì）とは、最高位の都市であり、省と同格の一級行政区画である。
現在、北京市、上海市、重慶市、天津市の4市がある。直轄市は市轄区と県を管轄する。重慶市にはさらに自治県が設置されている。
直轄市は、一般的には省よりも面積が小さく、人口も少ないが、最も大きい重慶市は、小規模の省よりも広大である。地方の省の中には直轄市より人口が少ないものもある。

## 一覧
| 名称   | 中国語表記（拼音）     | 略称      | 政府所在地 | 面積      | 人口                   |
| ------ | ---------------------- | --------- | ---------- | --------- | ---------------------- |
| 北京市 | 北京市 (Běijīng Shì)   | 京 (Jīng) | 通州区     | 16,808km2 | 21,893,095人（2020年） |
| 天津市 | 天津市 (Tiānjīn Shì)   | 津 (Jīn)  | 河西区     | 11,920km2 | 13,866,009人（2020年） |
| 上海市 | 上海市 (Shànghǎi Shì)  | 滬 (Hù)   | 黄浦区     | 6,341km2  | 24,870,895人（2020年） |
| 重慶市 | 重庆市 (Chóngqìng Shì) | 渝 (Yú)   | 渝中区     | 82,300km2 | 32,054,159人（2020年） |